# Стрибки у воду на літніх Олімпійських іграх 2020 — синхронна вишка, 10 метрів (чоловіки)
Змагання з синхронних стрибків у воду з десятиметрової вишки серед чоловіків на літніх Олімпійських іграх 2020 відбуваються 26 липня в Токійському центрі водних видів спорту. Це 6-та поява цієї дисципліни на Олімпійських іграх. Її проводили на всіх Олімпіадах починаючи з 2000 року.

## Формат змагань
Змагання складаються з одного раунду. Кожна пара виконує по шість стрибків
Стрибки мають належати до п'яти різних груп (forward, back, reverse, inward, and twisting). Першим двом стрибкам дають фіксовану оцінку складності 2,0, незалежно від їхніх типів. Наступні стрибки мають свій ступінь складності в залежності від різних характеристик. Згідно з методичним керівництвом FINA найскладніші стрибки мають оцінку 4,8, але учасники можуть спробувати і складніші стрибки. Колегія з одинадцяти суддів оцінює стрибки, 5 - синхронність і по 3 - індивідуальну оцінку кожного зі стрибунів. Для кожного стрибка кожен суддя дає оцінку від 0 до 10 балів, з кроком 0,5. Верхню і нижню оцінки за синхронність, а також верхню і нижню оцінки для кожного зі стрибунів, відкидають. Решта п'ять балів підсумовуються і множаться на ступінь складності і на коефіцієнт 3⁄5. Це і є оцінка стрибка. Підсумкова оцінка є сумою оцінок усіх шести стрибків.

## Розклад
Вказано стандартний японський час (UTC+9).
| Дата          | Час   | Раунд |
| ------------- | ----- | ----- |
| 26 липня 2021 | 15:00 | Фінал |

## Результати
| Місце | Стрибуни                                         | Країна                           | Фінал     | Фінал     | Фінал     | Фінал     | Фінал     | Фінал     | Фінал  |
| Місце | Стрибуни                                         | Країна                           | Стрибок 1 | Стрибок 2 | Стрибок 3 | Стрибок 4 | Стрибок 5 | Стрибок 6 | Очки   |
| ----- | ------------------------------------------------ | -------------------------------- | --------- | --------- | --------- | --------- | --------- | --------- | ------ |
| 1     | Том Дейлі Метті Лі                               | Велика Британія (GBR)            | 52.80     | 54.60     | 79.68     | 93.96     | 89.76     | 101.01    | 471.81 |
| 2     | Цао Юань Чень Айсень                             | Китай (CHN)                      | 54.00     | 57.60     | 90.78     | 73.44     | 93.24     | 101.52    | 470.58 |
| 3     | Олександр Бондар Віктор Мінібаєв                 | Олімпійський комітет Росії (ROC) | 58.80     | 51.60     | 78.54     | 89.64     | 77.70     | 89.64     | 439.92 |
| 4     | Дієго Баллеса Кевін Берлін Реєс                  | Мексика (MEX)                    | 50.40     | 50.40     | 76.80     | 75.48     | 72.15     | 82.08     | 407.31 |
| 5     | Вінсан Ріндо Натан Шомбор-Маррей                 | Канада (CAN)                     | 52.20     | 52.80     | 74.88     | 79.20     | 65.28     | 80.64     | 405.00 |
| 6     | Сербін Олег Максимович Середа Олексій Вікторович | Україна (UKR)                    | 47.40     | 49.20     | 80.64     | 79.20     | 72.00     | 72.00     | 400.44 |
| 7     | Кім Йон Нам У Ха Рам                             | Південна Корея (KOR)             | 48.60     | 42.60     | 73.92     | 73.44     | 82.08     | 75.48     | 396.12 |
| 8     | Хірокі Іто Кадзукі Муракамі                      | Японія (JPN)                     | 51.00     | 52.20     | 72.00     | 65.70     | 59.40     | 76.80     | 377.10 |